# 沙杞柳
沙杞柳（学名：Salix kochiana）为杨柳科柳属的植物。分布在俄罗斯、蒙古以及中国大陆的内蒙古等地，生长于海拔580米至1,900米的地区，一般生于沙丘低湿地，目前尚未由人工引种栽培。